# El rey Gesar
El rey Guesar es una epopeya tibetana. Es el escrito más largo del mundo, y actualmente el texto épico más antiguo que conserva vitalidad, y que se sigue recitando y ampliando oralmente hasta hoy en día.

## Difusión
Se divulgó gracias a cantantes de baladas en las zonas habitadas por las etnias tibetana, mongola y monguor. Por medio de su representación, centenares de juglares siguen transmitiendo las gestas del rey Guesar por el Tíbet, Mongolia interior, Qinghai y otras regiones de China.

## Origen
El rey Guesar es muy antiguo. Se desconoce cuándo empezó a componerse. El manuscrito más antiguo que se conserva es del siglo XII d. C. y se cree que fue escrito por algún monje budista. Desde entonces, los juglares lo siguen difundiendo oralmente, al tiempo que enriquecen sus episodios y sus formas de expresión. Durante la década de 1860, un equipo de monjes del monasterio de Dzogchen dirigidos por el monje tibetano Ju Mipham Gyatso realizó una edición xilografiada.

## Argumento
El argumento de El rey Guesar es el siguiente. Hace muchísimos años, las catástrofes naturales y los desastres provocados por el ser humano azotaban las vastas extensiones del Tíbet; los demonios y los espectros hacían y deshacían a su antojo; el pueblo vivía sumido en un abismo de sufrimientos. El Boddhisatva de la Misericordia quiso rescatar al pueblo de tantas penalidades y pidió al Buda Salvador Amida que enviara al mundo a Tuiba Gewafa, hijo del dios, para someter a los demonios. Tuiba Gewafa apareció en el Tíbet y se presentó ante los cobrizos tibetanos como el rey Guesar, es decir, como su soberano. Los creadores de la epopeya lo dotaron de una personalidad inconfundible y de singulares poderes, dando a luz a un semidiós. Esta figura heroica a medio camino entre los dioses y los seres humanos reúne las condiciones para cumplir la sagrada misión de dominar a los demonios, reprimir la violencia, ayudar a lo débiles y beneficiar al pueblo. En este mundo, el rey Guesar afrontó infinidad de situaciones muy comprometidas, de las que salió siempre ileso por sus propios medios y gracias a la protección de su padre. Finalmente, el héroe consiguió exterminar a los demonios y espectros que se empeñaban en matarlo. El rey Guesar empezó a poner fin a la desgraciada situación del pueblo el mismo día de su nacimiento; a los cinco años se trasladó con su madre a orillas del río Amarillo (China); a los doce ganó una carrera de caballos y es entronizado. Ya convertido en rey, empezó a aprovechar al máximo sus extraordinarios poderes para lanzar expediciones de castigo contra los monstruos de toda laya que poblaban este mundo. Sometidos estos, Guesar alcanzó la bondad perfecta y regresó con su madre y su esposa al reino de los dioses, con lo que la larga epopeya llega a su fin.

## Estructura, composición y estilo
El rey Guesar es el poema épico más extenso del mundo. Sus más de 120 tomos contienen más de un millón de versos y más de 20 millones de caracteres. Es más largo que las cinco obras épicas más famosas de la historia, a saber:
- el Poema de Gilgamesh (unos 3500 versos), de Babilonia;
- el Mahábharata (330 000 versos), epopeya de la India antigua;[1]
- Shanameh o El libro de los reyes, del escritor persa Ferdusi (935-1020), con 60 000 versos.
- el Ramaiana (48 000 versos), epopeya de la India antigua;[2]
- la Biblia (31 102 versículos, o 724 692 palabras).
- la Ilíada (de 15 693 versos) y la Odisea, de la antigua Grecia;
- las Elegías de varones ilustres de Indias, de Juan de Castellanos (aproximadamente 113 609 versos en español).[3]

Canciones folclóricas, mitos, cuentos y leyendas componen buena parte de El rey Guesar. Sus numerosos personajes, héroes y tiranos, hombres y mujeres, jóvenes y ancianos, llevan todos el sello de su personalidad inconfundible y aparecen descritos con vivas imágenes. En cuanto al lenguaje, manifiesta las características propias de la oralidad, entre las que destacan la profusión de refranes, el uso de metáforas, la repetición de versos con ligeras variaciones y la vinculación del final de un episodio con el principio del siguiente.

## Trascendencia
El traductor neerlandés Isaak Jakob Schmidt (1779-1847) tradujo esta monumental épica al ruso y al alemán.
En el año 2002, para celebrar el milenio de El rey Guesar, el Gobierno de China organizó un magno acto conmemorativo.
Actualmente, al estudio de esta epopeya se dedican numerosos estudiosos repartidos entre más de diez universidades e instituciones académicas.[cita requerida]